# Sabujo finlandês
O sabujo finlandês[Nota] (em finlandês:  suomenajokoira), é considerado o cão nativo da Finlândia mais popular como animal de trabalho. Caçador no verão, é conhecido desde o século VIII, apesar dos vistos nos dias de hoje terem sido fruto de cruzamentos no século XIX, entre cães suecos, alemães e franceses. Este sabujo procura as aves, mas não as recolha para o caçador. De temperamento calmo e tolerante com crianças, é visto como um bom cão de companhia, ainda que seu adestramento não seja tão fácil como é em outros sabujos da categoria.